# 塞伦蒂
塞伦蒂（義大利語：Serrenti），是意大利撒丁大区南撒丁省的一个市镇。总面积42.82平方公里，人口5054人，人口密度118.0人/平方公里（2009年）。ISTAT代码为106019。